# 광양 돈탁마을 숲
광양 돈탁마을 숲은 대한민국 전라남도 광양시 진월면에 있다. 2008년 12월 24일 광양시의 향토문화유산 제10호로 지정되었다.

## 개요
돈탁마을명은 밋밋한 원형과 둔덕형태의 「돕테기모양」으로 돋아 났다는데서 연유되었고 독탁마을 앞 섬진강 제방변에 위치한 소나무 숲으로 홍수와 바람 등 재해로부터 마을을 보호하기 위하여 조성된 마을 숲이며 소나무 숲은 250년 수령의 소나무 100여 그루가 아름다운 군락을 이루고 있다. 중종 23년(1528년) 광양 현감인 박세후가 광양에 부임 후 각 고을을 순방하던 중 마을 앞 제방에 우거진 송림을 보고 광양 8경의 하나로 지정하였다고 전해온다. 숲은 약 250년 수령의 소나무 100여 그루가 아름다운 군락을 이루고 있다.